# Helefanikha (Lolowau)
Helefanikha is een bestuurslaag in het regentschap Nias Selatan van de provincie Noord-Sumatra, Indonesië. Helefanikha telt 796 inwoners (volkstelling 2010).